# Revelation (película de 1924)
Revelation es una película de 1924 protagonizada por Viola Dana, Monte Blue y Lew Cody. La película fue dirigida y escrita por George Duane Baker, basada en una novela popular, The Rosebud of a Thousand Years. Viola Dana fue una de las estrellas más importantes de la recién amalgamada MGM, una animada comediante que disfrutó de una larga carrera que se desvaneció con el surgimiento del sonido. En 1918 Metro Pictures (actual MGM) filmó Revelation y protagonizada por Alla Nazimova, dirigida también por George Baker. Esta película ha sido conservada por MGM.

## Argumento
Joline Hofer (Viola Dana) es una desvergonzada bailarina de Montmartre que dejó a su hijo ilegítimo en un convento. Paul Granville (Monte Blue) es un artista norteamericano que queda flechado por la bailarina, y la usa para sus retratos de grandes mujeres. Cuando una de las pinturas de Pablo, de la Virgen, parece resultar en un milagro, la vida de Joline se cambia para siempre, mientras ella reforma, recupera a su hijo y se casa con el artista.

## Elenco
- Viola Dana - Joline Hofer
- Monte Blue - Paul Granville
- Marjorie Daw - Mademoiselle Brevoort
- Lew Cody - Count Adrian de Roche
- Frank Currier - Prior
- Edward Connelly - Augustin
- Kathleen Key - Madonna
- Ethel Wales - Madame Hofer
- George Siegmann - Hofer
- Otto Matieson - Du Clos
- Bruce Guerin - Jean Hofer